# Xanthopimpla flavolineata
Xanthopimpla flavolineata (лат.) — вид перепончатокрылых наездников-ихневмонид рода Xanthopimpla из подсемейства Pimplinae (Pimplini, Ichneumonidae).

## Распространение
Юго-Восточная Азия. Вьетнам, Китай, Индия, Шри-Ланка, Малайзия, Индонезия и Тайвань, Бангладеш, Пакистан, Непал, Лаос, Филиппины, Япония, Новая Каледония, Палау, Вануату, Папуа-Новая Гвинея и Австралия.

## Описание
Среднего размера перепончатокрылые насекомые. Основная окраска жёлтая с небольшими чёрными пятнами. Стигма светло-коричневая; область area superomedia получает костулу позади центра; ножны яйцеклада в 4,8 раза длиннее ширины, ширина у основания такая же, как и посередине. Паразитирует на гусеницах и куколках бабочек (Lepidoptera), включая Noctuidae и Pyralidae.
Вид был впервые описан в 1907 году, а валидный статус таксона подтверждён в ходе ревизии, проведённой в 2011 году энтомологами из Вьетнама (Nhi Thi Pham; Institute of Ecology and Biological Resources, 18 Hoang Quoc Viet, Ханой, Вьетнам), Великобритании (Gavin R. Broad; Department of Entomology, Natural History Museum, Лондон, Великобритания), Японии (Rikio Matsumoto; Osaka Museum of Natural History, Осака, Япония) и Германии (Wolfgang J. Wägele; Zoological Reasearch Museum Alexander Koenig, Бонн, Германия).